# Talidomid
Talidomid je učinkovina s pomirjevalnim in uspavalnim delovanjem, ki se je prodajala med drugim pod zaščitenima imenoma Contergan in Softenon. Pomirjevalo je bilo najprej utrženo v Zahodni Nemčiji leta 1957. V nadaljnjih letih so se  pojavili številni primeri deformacij pri otrocih, katerih matere so med nosečnostjo uživale Contergan. Zdravilo so na trg uvedli kot zelo varno in primerno tudi za nosečnice zoper jutranjo slabost. Prišlo je do tako imenovanega »conterganskega škandala«. Leta 1961 so zdravilo prepovedali.
Med letoma 1957 in 1961 je bil talidomid na trgu v skoraj 50 državah pod okoli 40 različnimi zaščitenimi imeni: Distaval, Talimol, Nibrol, Sedimide, Quietoplex, Contergan, Neurosedyn, Softenon ...
Talidomid je kiralna spojina. Kasneje so odkrili, da le R-oblika deluje pomirjevalno ter ima zanemarljive učinke, S-oblika pa izkazuje teratogenost. Zdravilo je vsebovalo racemno zmes obeh oblik. Vendar tudi sama R-oblika ni varna, saj pride v telesu do racemizacije.

## Zgodovina

### Uspavalo in pomirjevalo
Talidomid so prvič sintetizirali leta 1953 v razvojnih laboratorijih nemškega farmacevtskega podjetja Grünenthal, in sicer pri iskanju novih antibiotikov. Pri poskusih na miših in podganah se je izkazalo, da učinkovina ne deluje antibiotično, vendar so tudi ugotovili, da gre za zelo varno spojino, saj tudi visoki odmerki niso pri poskusnih živalih povzročili smrti. Zato so pričeli z iskanjem morebitnih drugih pozitivnih učinkov. 
Sprva so talidomidu pripisali profilaktično delovanje pri božjasti, vendar ni izkazoval nobenih antikonvulzivnih učinkov. Bolniki, na katerih so izvajali klinične poskuse, so opozorili na pomirjevalno in uspavalno delovanje zdravila.
Še preden je bilo zdravilo registrirano, je eden od zaposlenih v podjetju vzel vzorec spojine domov in ga dal svoji noseči ženi, da bi ji učinkovina izboljšala spanec. Otrok se je rodil brez ušes in velja za prvo »contergansko žrtev«.
Podjetje Grünenthal je spojino tržilo med 1. oktobrom 1957 in koncem leta 1961 pod zaščitenim imenom Contergan. Ker je zdravilo lajšalo tudi jutranjo slabost v začetnem obdobju nosečnosti, so ga priporočali tudi nosečnicam.

### Conterganski škandal
Konec 50-ih let je prišlo v Nemčiji do sprva nepojasnljivega porasta deformacij pri novorojencih, kot je fokomelija, pri kateri se ne razvijejo proksimalni deli udov. Sprva so domnevali, da je vzrok v pridobivanju jedrske energije. Kasneje so raziskovalci v Nemčiji, Veliki Britaniji in Avstraliji neodvisno odkrili, da je vzrok prav jemanje talidomida med nosečnostjo. Talidomid so še naprej tržili; iz prometa so ga umaknili šele 1 dan po objavi članka v časopisu Welt am Sonntag 26. novembra 1961. 
Zaradi posledic teratogenih učinkov talidomida naj bi se v tistem času rodilo 5.000 deformiranih otrok. Nekateri viri govorijo celo o 10.000 žrtev, od katerih naj bi se jih 4.000 rodilo v Zahodni Nemčiji. V Vzhodni Nemčiji zdravila ni bilo na tržišču, ker ni bilo dokazov o njegovem delovanju na podlagi poskusov na živalih.  V Vzhodno Nemčijo je prispelo le malo zdravila in uradno je tam dokumentiranih le 8 žrtev.
Zdravilo je bilo na tržišču tudi v Avstriji in Švici, in sicer pod imenom Softenon in je bilo dosegljivo le na recept. V Avstriji je bilo uradno zgolj 13 conterganskih žrtev in v Švici 9; sorazmerno nizko število žrtev je posledica strogega predpisovanja na recept. Softenon so s trga umaknili leta 1962.
Primeri deformacij pri novorojencih zaradi talidomida so potrjeni tudi v Braziliji. V večjih količinah so talidomid izvažali tudi v vzhodno Evropo in na Bližnji vzhod.
V ZDA talidomidu niso odobrili dovoljenja za promet.

## Novejše indikacije
Talidomid je v različnih kliničnih študijah izkazal zaradi svojega protivnetnega, antineoplastičnega (zavira rast novotvorb) in antiangiogenetičnega (zavira razvoj žil) delovanja terapevtske učinke pri različnih boleznih, med drugim pri nodoznem eritemu zaradi gobavosti, eritematoznem lupusu, multiplem mielomu, avtoimunih boleznih ...

### Gobavost
Leta 1964 je izraelski dermatolog Jakob Sheskin naključno odkril, ko je dal Contergan gobavemu bolniku, da so se je pri njih že naslednji dan bistveno izboljšale kožne spremembe. Kasneje so talidomid preskusili za zdravljenje gobavosti. V Južni Ameriki, zlasti v Braziliji, kjer so talidomid uporabljali proti gobavosti, so se začeli znova rojevati prizadeti otroci, ker so nekate nepismene ženske tableto zamenjale s kontracepcijsko tableto - na tableti se je nahajala podoba nosečnice, ki je bila prečrtana. Posledično je brazilska vlada prepovedala predpisovanje zdravila ženskam v rodni dobi. V Braziliji je skupno 480 dokumentiranih primerov »conterganskih otrok«.
Leta 1998 je v ZDA Urad za prehrano in zdravila odobril zdravilo s talidomidom za zdravljenje erythema nodosum leprosum - hude oblike gobavosti. 

### Multipli mielom
Konec 90-ih let so prvič objavili rezultate študije, da je talidomid učinkovito zdravilo zoper multiplem mielomu. V ZDA je Urad za prehrano in zdravila dodelilo zdravilu Thalomid, ki vsebuje talidomid in deksametazon, dovoljenje za promet za zdravljenje te vrste mieloma. Sicer se Thalomid že dlje časa uporablja za zdravljenje gobavosti. 

## Zaviranje angioneogeneze
Talidomid prav tako dokazano zavira nastanek novih krvnih žil (angiogenezo), kar bi lahko potencialno izrabili za zdravljenje makularne degeneracije (očesna bolezen, pri kateri gre za okvaro rumene pege) ter različnih vrst raka (rak obsečnice, limfom, glioblastom ...).